# Lista de presidentes da Câmara Municipal de Santarém
Presidentes da Câmara Municipal de Santarém desde a implantação do Sistema Autárquico Liberal durante a Monarquia Constitucional em Portugal por Decretos de 9 de Janeiro de 1834 e de 18 de Julho de 1835 e com a reforma do Código Administrativo de 1836, aprovado a 31 de Dezembro de 1836, ao qual se seguiram o Código Administrativo de 1842, promulgado a 16 de Março de 1842, o Código Administrativo de 1878, promulgado a 6 de Maio de 1878, o Código Administrativo de 1886, promulgado a 17 de Julho de 1886 e o Código Administrativo de 1895, promulgado a 2 de Março de 1895 e a 4 de Maio de 1896: 
- José Maria de Vasconcelos Mascarenhas (1820 - 1822)
- Manuel de Sousa Girão (1822 - 1823)
- José Maria de Vasconcelos Mascarenhas (1823 - 1826)
- Manuel Maria de Aguiar (1827 - 1828)
- Francisco de Paula de Castro e Lemos (1828 - 1830)
- José Feliz C. Rebelo (1830 - 1833)
- Manuel Maria Holbeche Granate de Oliveira da Cunha e Silva (1833 - 1833)
- Bernardo António Rodrigues Ferreira (1833 - 1834)
- António Montez (1834 - 1834)[desambiguação necessária]
- Joaquim Augusto Burlamaqui Marecos, 1.º Barão da Fonte Boa e 1.º Visconde da Fonte Boa (1834 - 1834)
- Joaquim Apolinário Mayer (1835 - 1835)
- João T. dos Santos da Cruz (1836 - 1836)
- José Pereira de Faria Mendes e Costa (1836 - 1836)
- Manuel Henriques de Lima (1836 - 1836)
- José da Silva Ferreira Isaac (1837 - 1837)
- Joaquim Apolinário Mayer (1837 - 1837)
- Sebastião António Chappa (1838 - 1838)
- Joaquim Augusto Burlamaqui Marecos, 1.º Barão da Fonte Boa e 1.º Visconde da Fonte Boa (1839 - 1839)
- Francisco Martins Ferreira Serrano (1840 - 1840)
- António José B. da Cunha (1841 - 1841)
- Francisco Martins Ferreira Serrano (1841 - 1841)
- José Jerónimo Nogueira (1841 - 1845)
- José Joaquim da Silva Júnior (1846 - 1846)
- José Pereira de Faria Mendes e Costa (1847 - 1847)
- João de Sousa Manuel Passos Canavarro (1847 - 1852)
- José Maria de Melo (1852 - 1856)[desambiguação necessária]
- Joaquim Augusto Burlamaqui Marecos, 1.º Barão da Fonte Boa e 1.º Visconde da Fonte Boa (1856 - 1857)
- José Augusto de Sousa Queiroga (1858 - 1859)
- António Inocêncio Cabral Calheiros (1860 - 1861)
- Julião Casimiro Ferreira Jordão, 1.º Visconde de Landal (1862 - 1863)
- Manuel Nunes Braamcamp Freire, 2.º Barão de Almeirim (1864 - 1867)
- José Maria de Melo (1868 - 1875)[desambiguação necessária]
- António Mendes Pedroso (1876 - 1877)
- Julião Casimiro Ferreira Jordão, 1.º Visconde de Landal (1878 - 1879)
- Paulino da Cunha e Silva (1880 - 1881)
- Manuel N. A. Castelo Branco C. de Melo (1882 - 1883)
- Joaquim Maria da Silva (1884 - 1886)
- Julião Casimiro Ferreira Jordão, 1.º Visconde de Landal (1887 - 1889)
- José Joaquim Nunes (1890 - 1892)
- Pedro de Sousa Machado Canavarro (1893 - 1893)
- António Mendes Pedroso (1894 - 1895)
- Paulino da Cunha e Silva (1896 - 1897)
- Alfredo Flauco de Oliveira (1897 - 1897)
- Faustino de Paiva de Sá Nogueira (1898 - 1898)
- Rui Teles Palhinhas (1899 - 1900)
- Joaquim Luís Martins (1901 - 1904)
- Manuel Braamcamp Freire, 3.º Barão de Almeirim (1905 - 1907)
- Augusto José de Castro (1908 - 1908)
- José Vitorino de Carvalho (1908 - 1908)
- Ernesto Adolfo Teixeira Guedes (1908 - 1909)

Depois da Implantação da República Portuguesa a 5 de Outubro de 1910 e com a Primeira República Portuguesa; a Lei N.º 88 de 7 de Agosto de 1913 repôs ao Código Administrativo de 1895 em vigor normas estatuídas no Código Administrativo de 1878: 
- José Madeira Montez (1911 - 1912)
- José Mendes Maldonado Pedroso (1912 - 1913)
- António Augusto Leite Pereira de Melo (1914 - 1915)
- José Cardoso da Silva Júnior (1916 - 1917)
- António Augusto Leite Pereira de Melo (1917 - 1917)
- Manuel António das Neves (1918 - 1918)
- Pedro António Monteiro (1919 - 1920)
- Bernardo Paulino Pereira (1921 - 1922)
- Manuel António Branco (1923 - 1924)
- António Pereira de Magalhães (1924 - 1925)
- Bernardo Paulino Pereira (1926 - 1926)
- António de Bastos (1927 - 1928)
- Lino Dias Valente (1928 - 1934)
- Romeu Correia e Cunha das Neves (1934 - 1942)

Com o Estado Novo, passou o Presidente a ser nomeado directamente pelo Governo, segundo o Código Administrativo de 1940,  aprovado pelo Decreto-Lei N.º 31 095, de 31 de Dezembro de 1940: 
- António de Bastos (1942 - 1948)
- António Maria Galhordas (1948 - 1954)
- Jacob Magos Pinto Correia (1954 - 1966)
- Luís Filipe de Liz Teixeira da Cunha de Noronha Demony (1966 - 1967)
- João de Noronha de Azevedo (1969 - 1975)

Por terem sido dissolvidos os Corpos Administrativos, com a Revolução de 25 de Abril de 1974, passou o Presidente a ser democraticamente eleito por sufrágio directo, universal e secreto, segundo o Código Administrativo de 1940 ainda em vigor, embora com múltiplas alterações, revogações e derrogações: 
- Francisco Pereira Viegas (1975 - 1977)
- Ladislau Teles Botas (1977 - 1992)
- José Miguel Correia Noras (1992 - 2002)
- Rui Pedro de Sousa Barreiro (2002 - 2005)
- Francisco Maria Moita Flores (2005 - 2012)
- Ricardo Gonçalves Ribeiro Gonçalves (2012 - presente)